# Galicisoma desmondkimei
Galicisoma desmondkimei es una especie de miriápodo cordeumátido de la familia Haplobainosomatidae endémica de Galicia (España).